# 黑背白环蛇
黑背白环蛇（学名：Lycodon ruhstrati）为游蛇科白环蛇属的爬行动物，又名黑背链蛇、黑决白环蛇、白梅花蛇。分布于台湾以及中华人民共和国的江苏、浙江、安徽、福建、江西、湖南、广东、广西、四川、贵州、陕西、甘肃等地，主要栖息于山地。该物种的模式产地在台湾南部。

## 描述
中型蛇，身長可達110公分。頭部呈橢圓形，體型細長，尾巴長且非常纖細。眼睛中等大小，靠近頭頂，橫向凸出；虹膜為深灰色至黑色，瞳孔為黑色，垂直軸為寬橢圓形。有著淺灰褐色與黑色交錯的環帶，常被誤認為雨傘節，但環帶交錯的部分較不顯明且呈現鋸齒狀，身體後方的白色環紋較寬，且環紋形狀破碎不規則。

## 生態習性
多棲息在山區森林或少受干擾的開墾地、溪流、湖沼，夜行性，在地表或樹上活動，以鳥類、蜥蜴、鼠類為主食，也以昆蟲為食，卵生。台灣於全島海拔500公尺以下地區皆有發現記錄。

## 保护
本种于2023年被收录入《有重要生态、科学、社会价值的陆生野生动物名录》。